# Ettore De Corti
Ettore De Corti (Feletto Umberto, 19 novembre 1919 – Palena, 18 ottobre 1943) è stato un militare italiano, sottotenente pilota dell'aeronautica militare.

## Biografia
Ettore De Corti nacque a Feletto Umberto, contemporanea frazione del comune di Tavagnacco, il 19 novembre 1919. Dopo l'armistizio, lasciò il Friuli e giunse in Abruzzo, unendosi alla Resistenza di partigiani in azione sui monti della Maiella. Il 18 ottobre 1943, mentre cercava di superare la linea del fronte con altri combattenti, si imbatté in alcuni tedeschi al guado di Coccia, all'interno del territorio comunale di Palena, e li affrontò uccidendo con la sua pistola un nemico e riuscendo a coprire la fuga dei propri compagni. Rimasto gravemente ferito a causa di tale azione, cadde a terra e poco dopo, all'arrivo di rinforzi nemici, venne trucidato, spirando così all'età di 24 anni. Lo stesso giorno, dopo lo scontro, venne insignito della medaglia d'argento alla memoria, poi convertita in medaglia d'oro al valor militare con DPR del 20 ottobre 1990. Al termine della seconda guerra mondiale una delegazione guidata dal colonnello Gianfilippo Cangini pose una lapide commemorativa nel punto esatto in cui cadde Ettore De Corti, poi restaurata e ricollocata nel 2006. Inoltre la città di Sulmona gli intitolò una via. La sosta al cippo in suo ricordo al guado di Coccia e la visita al sacrario della Brigata Maiella a Taranta Peligna costituiscono momenti significativi del cosiddetto "sentiero della libertà". Sempre in linea con tale ambito, nel 2025, in occasione dell'80º anniversario della liberazione dal regime nazifascista, il comune di Campo di Giove gli ha intitolato con una lapide commemorativa uno dei due piazzali posti all'ingresso del paese.